# سينت- لاوراينز
سينت- لاوراينز (تنطق بالهولندية: [sɪnt lʌu̯ˈrɛi̯ns]; Dutch for لورانس روما) هي بلدية تقع في المقاطعة الفلمنكية فلاندر الشرقية، في بلجيكا.